# Francisco Bartolucci
Mario Francisco Bartolucci Johnston (Santiago, 24 de diciembre de 1949) es un abogado y político chileno, militante de la Unión Demócrata Independiente (UDI). Fue alcalde designado de Valparaíso durante la dictadura militar y diputado representando a la misma ciudad.

## Biografía
Nació en Santiago el 24 de diciembre de 1949. Casado con María Paulina Schiappacasse con quien tiene cinco hijos y desde 1968 está radicado en Valparaíso.
Los estudios básicos y secundarios los realizó en el Colegio San Pedro Nolasco, de donde egresó en el año 1967. Ingresó posteriormente a la Facultad de Derecho de la Pontificia Universidad Católica de Valparaíso, graduándose como abogado. Una vez recibido, se dedicó a la labor docente, desempeñándose como auxiliar de Derecho romano en la Facultad de Derecho de la Universidad Católica de Valparaíso y en la Universidad del Mar.

## Vida política
Comenzó a vincularse en política en 1967 al ingresar a la juventud del Partido Nacional. Durante su época universitaria fue uno de los fundadores del Movimiento Gremial Universitario, luego fue elegido vicepresidente del Centro de alumnos de Derecho y Delegado al Claustro pleno. También fue designado senador académico entre 1972 y 1973. 
Fue secretario de la juventud de Valparaíso, desde 1974 a 1975 y al año siguiente sería secretario nacional de la juventud hasta 1978. El 9 de julio de 1977 fue uno de los 77 participantes del acto de Chacarillas, una concentración de jóvenes en demostración de apoyo al dictadura militar.
Fue designado en 1978 como alcalde de Valparaíso. ejerciendo el cargo por nueve años hasta 1987, durante su etapa como jefe comunal ejerció además como presidente del directorio de la corporación municipal de Valparaíso para el desarrollo social y ocupó en 1986 el puesto de presidente de la Corporación de Arte, Cultura y Turismo de dicha ciudad.
Se incorporó a la Unión Demócrata Independiente (UDI), donde alcanzó los cargos de vicepresidente nacional en 1989 y presidente regional de Valparaíso.
En 1989 fue elegido como diputado por el distrito N.°13, correspondiente a Valparaíso, Juan Fernández e Isla de Pascua, para el periodo 1990 a 1994, donde fue segundo vicepresidente de la Cámara, del 18 de agosto de 1993 al 11 de marzo de 1994 e integró la Comisión Permanente de Defensa Nacional.
Obtuvo la reelección en 1993 para el periodo 1994-1998, fue diputado reemplazante en la Comisión Permanente de Gobierno Interior, Regionalización, Planificación y Desarrollo Social; y en la de Recursos Naturales, Bienes Nacionales y Medio Ambiente; e integró la Comisión Permanente de Educación, Cultura, Deportes y Recreación y la de Defensa Nacional.
En las elecciones de 1997 fue reelecto nuevamente esta vez para el periodo 1998-2002 donde integró la Comisión Permanente de Defensa Nacional y la de Constitución, Legislación y Justicia. Miembro de la Comisión Especial de Desarrollo V Región.
Fue nuevamente por la reelección en 2001, pero fue derrotado por un estrecho margen de votos por su compañera de lista, Carmen Ibáñez de Renovación Nacional.

## Actualidad
Se desempeña como profesor de la Escuela de Derecho en la cátedra de Derecho Romano en la Pontificia Universidad Católica de Valparaíso; Profesor de Cátedra de Derecho Romano en la Escuela de Derecho de la Universidad Andrés Bello, Sede Viña del Mar, donde además es Secretario General de la Sede Viña del Mar UNAB, y; Profesor de Cátedra de Derecho Romano en la Sede Viña del Mar de Universidad de Las Américas.
En el ámbito académico es reconocida su admiración al trabajo del profesor Alejandro Guzmán Brito, romanista chileno mundialmente destacado, al punto de dictar sus cátedras utilizando los libros editados por este último, haciendo citas textuales de tales libros y utilizándolos como material de apoyo para los alumnos de su clase.
También ha sido miembro del directorio de la Compañía de Distribución Eléctrica de la Región de Valparaíso (Chilquinta).

## Historial electoral

### Elecciones parlamentarias de 1989
- Elecciones parlamentarias de 1989 a Diputado por el distrito 13 (Valparaíso, Isla de Pascua y Juan Fernández) [5]

### Elecciones parlamentarias de 1993
- Elecciones parlamentarias de 1993 a Diputado por el distrito 13 (Valparaíso, Isla de Pascua y Juan Fernández) [6]

### Elecciones parlamentarias de 1997
- Elecciones parlamentarias de 1997 a Diputado por el distrito 13 (Valparaíso, Isla de Pascua y Juan Fernández) [7]

### Elecciones parlamentarias de 2001
- Elecciones parlamentarias de 2001 a Diputado por el distrito 13 (Valparaíso, Isla de Pascua y Juan Fernández) [8]

### Elecciones parlamentarias de 2017
- Elecciones parlamentarias de 2017 para senador por la 6° Circunscripción, Región de Valparaíso (Algarrobo, Cabildo, Calle Larga, Cartagena, Casablanca, Catemu, Concón, El Quisco, El Tabo, Hijuelas, Isla de Pascua, Juan Fernández, La Calera, La Cruz, La Ligua, Limache, Llaillay, Los Andes, Nogales, Olmué, Panquehue, Papudo, Petorca, Puchuncaví, Putaendo, Quillota, Quilpué, Quintero, Rinconada, San Antonio, San Esteban, San Felipe, Santa María, Santo Domingo, Valparaíso, Villa Alemana, Viña del Mar, Zapallar)